# Пеледуй (селище міського типу)
Пеледуй (рос. Пеледуй) — смт у Ленському улусі Республіки Сахи Російської Федерації.
Населення становить 4492  особи. Належить до муніципального утворення селище Пеледуй.

## Історія
Згідно із законом від 30 листопада 2004 року органом місцевого самоврядування є селище Пеледуй.

## Видатні уродженці
- Барамигін Микола Костянтинович — Герой Соціалістичної Праці.

## Населення
| 1939  | 1959  | 1970  | 1979  | 1989  | 2002  | 2009  |
| ----- | ----- | ----- | ----- | ----- | ----- | ----- |
| 4577  | ↗4953 | ↘4411 | ↗4615 | ↗5080 | ↘4710 | ↗4792 |
| 2010  | 2011  | 2012  | 2013  | 2014  | 2015  | 2016  |
| ↗5243 | ↘5222 | ↗5275 | ↘5189 | ↘5152 | ↘5010 | ↘4845 |
| 2017  | 2018  |       |       |       |       |       |
| ↘4708 | ↘4669 |       |       |       |       |       |